# NGC 3258C
NGC 3258C (другие обозначения — ESO 375-53, MCG −6-23-48, PGC 31053) — спиральная галактика с перемычкой (SBa) в созвездии Насоса.
Этот объект не входит в число перечисленных в оригинальной редакции «Нового общего каталога» и был добавлен позднее.
Галактика NGC 3258C входит в состав группы галактик NGC 3223. Помимо NGC 3258C в группу также входят ещё 16 галактик.